# 昌意
昌意（しょうい）は、古代中国の伝説的な歴史に記される人物である。黄帝の子で、帝顓頊の父。
司馬遷の『史記』五帝本紀によれば、新たに王朝を開いた黄帝には25人の子があったが、そのうち正妃の嫘祖（嫘は女偏に累）によって玄囂（少昊）と昌意をもうけた。2人とも帝位にはつかず、昌意は若水に移り住んだ。蜀山氏の女昌僕を娶り、高陽を生んだ。高陽は黄帝が死んだあとに帝に立った。これが顓頊高陽である。
この時代の歴史は、もともと各地の様々な神話・伝説であったものを、戦国時代の人が時代順に並べて歴史の体裁にしたと考えられている。系譜上の名しか伝わらない昌意が元の伝説でどういう存在だったかは不明だが、実在の人物とは認めがたい。